# Radié Resch
Pour les articles homonymes, voir Resch.
 (août 2024).
Radié Resch est le nom d'une petite fille palestinienne morte en 1960 à l'âge de 12 ans[De quoi ?] dans un bidonville de Nazareth alors que sa famille attendait l'attribution d'une maison[réf. souhaitée].

## ONG
Une ONG internationale humanitaire porte son nom : Le Réseau Radié Resch. Cette association, fondée en 1964 par Paul Gauthier et le journaliste italien Ettore Masina, fédère des hommes et des femmes engagés dans la solidarité Nord-Sud[réf. souhaitée].